# Ticket to Ride Legacy: Legends of the West
Ticket to Ride Legacy: Legends of the West — настільна гра від авторів Роба Давіо, Метта Лікока і Алана Р. Муна для двох-п’яти гравців. Гра побудована на основі Ticket to Ride Алана Р. Муна і вийшла у 2023 році від Days of Wonder як Legacy-гра з розвитком правил та ігрових матеріалів. Кампанія складається з дванадцяти ігор, після завершення яких гра може бути використана як самостійна версія.
У 2024 році гра була номінована на нагороду Kennerspiel des Jahres 2024 разом із Daybreak та The Guild of Merchant Explorers. 

## Тематика та компоненти
Як і Ticket to Ride, Ticket to Ride Legacy: Legends of the West є грою в залізницю, в якій потрібно будувати залізничні маршрути у Сполучених Штатах. Основні правила відповідають оригіналу, але доповнюються новими елементами. На відміну від початкової гри, тут карта відображає лише східне узбережжя. У процесі гри з кожною завершеною кампанією додаються нові частини карти, ігрові матеріали та правила для наступних кампаній.
На початку доступні такі ігрові матеріали:
- ігрове поле з п'яти частин, на якому зображено східне узбережжя США з першими доступними залізничними лініями,
- 90 карт вагонів (по 12 карт у шести кольорах, 12 локомотивів, шість газет),
- 33 картки цілей,
- 20 карток подій,
- одна стартова карта,
- 280 вагонів у п'яти кольорах для гравців,
- п'ять бонусних карт для залізничних компаній,
- п'ять коробок для зберігання матеріалів для залізничних компаній,
- 18 маркерів ініціативи,
- ігрові гроші у вигляді монет різної вартості,
- блок із банківськими відомостями.

Також у комплекті є вісім закритих коробок із матеріалами для дослідження нових регіонів, вісім карт регіонів, колода карт кампанії та 77 листівок.

## Геймплей

### Підготовка до гри
На початку кампанії кожен гравець обирає колір, який буде використовувати протягом усієї кампанії. Гравці отримують вагони, коробки для зберігання матеріалів та бонусну карту для своєї залізничної компанії. Для першої гри ігрове поле збирається з п’яти частин, у наступних іграх додається ще одна частина карти. Кожен гравець отримує монети номіналом 5 доларів. Колода карт вагонів доповнюється газетами залежно від кількості гравців, потім карти перемішуються, і кожен гравець отримує чотири карти. З решти формуються колода для добору та п’ять відкритих карт. Карти цілей також перемішуються, і кожен гравець отримує чотири, з яких вибирає щонайменше дві.
На наступному етапі читаються верхні карти кампанії, які відповідають поточній грі, і виконуються зазначені на них інструкції. У цей час додаються нові елементи, такі як картки подій.

### Ігровий процес
У кожному сценарії гравці змагаються за максимальну кількість переможних очок, будуючи залізничні маршрути. Гравці змагаються один проти одного як у кожному раунді, так і в усій кампанії. Починаючи зі стартового гравця, кожен гравець може виконати одну з трьох можливих дій: взяти карти вагонів, викласти карти з руки для захоплення маршруту або взяти нові картки цілей. 
Опис дій:
1. Якщо гравець бажає взяти карти вагонів, він може вибрати їх як із відкритих карт, так і з колоди добору. Зазвичай гравець бере дві карти будь-якого кольору з відкритих або добирає дві карти з колоди. Однак, якщо гравець вирішує взяти локомотив із відкритих карт, він може взяти лише одну карту. Після кожного добору відкриті карти поповнюються. Якщо серед відкритих карт або карт із колоди з’являється газета, активується картка події, а газета замінюється новою картою вагону.[1]
2. Для захоплення маршруту гравець викладає певну кількість карт вагонів відповідного кольору. Локомотиви можуть замінити карти будь-якого кольору. Якщо дві міста з'єднані кількома паралельними маршрутами, кожен із них можна захопити окремо. Сірі маршрути можна захопити картами будь-якого кольору. На відміну від інших версій Ticket to Ride, тут не нараховуються очки за довжину маршруту. Починаючи з другої гри, додаються маршрути без кольору, які можна захопити картами будь-якого кольору; після захоплення вони позначаються наклейками відповідного кольору. Якщо маршрут веде до великого міста, гравець може додатково взяти одну карту. Захоплюючи маршрут, що відповідає кольору своєї компанії, гравець отримує бонус компанії. У наступних сценаріях додаються нові правила.[1]
3. Щоб взяти нові карти цілей, гравець бере три карти з колоди добору і вибирає щонайменше одну з них.[1]

### Завершення раунду та підготовка до нового
Раунд завершується, коли після ходу в одного з гравців залишається два чи менше вагонів. Після цього всі гравці виконують ще один хід, включно з тим, хто ініціював завершення. Потім відбувається підрахунок очок, який фіксується у банківському блокноті. Кожен гравець підраховує свої монети та отримує бонуси залежно від використаних вагонів. Він також підраховує очки за виконані картки цілей, додає їх до загального результату і віднімає штрафи за невиконані цілі. Усі значення додаються до підсумкової суми, яка фіксується.
Гравець із найменшою кількістю очок отримує стартову карту на наступний раунд та архівує одну подію. Потім читаються нові картки кампанії, додаються нові матеріали та правила. Залежно від сценарію, можуть відкритися нові міста або додаткова карта. Банківські блокноти та матеріали зберігаються в спеціальних коробках.

### Завершення кампанії
Кампанія завершується після 12 ігор. Усі очки з банківських блокнотів додаються, також враховуються додаткові досягнення. Гравець із найбільшою кількістю очок стає переможцем. Потім виконуються фінальні дії карт кампанії, і гра стає завершеним індивідуалізованим продуктом для майбутніх ігор без кампанії.

## Розробка та відгуки
Гра Ticket to Ride Legacy: Legends of the West була створена американськими авторами Роб Давіо та Метт Лікок на основі Ticket to Ride Алан Р. Мун. Реліз планувався на 2017 рік, але його відклали через COVID-19. У 2023 році гра вийшла у видавництві Days of Wonder.
Гру було номіновано на нагороду Kennerspiel des Jahres 2024 разом із Daybreak та The Guild of Merchant Explorers. Журі відзначило її як гру, яка піднімає «20-річний класичний проєкт на новий рівень». Критик Удо Бартш назвав гру «цікавою», але зазначив, що сюжет про освоєння заходу США недостатньо інтегрований у механіку . Деякі елементи Legacy його дратували. Критик Гаральд Шраперс оцінив гру як одну з найкращих, хоч і відзначив відсутність механізму для вирівнювання шансів . Андреас Бекер у журналі Spielbox назвав гру «захопливою» завдяки відкриттю нового контенту, оцінивши її в 9 із 10.